# Спурій Папірій Красс
Спу́рій Папі́рій Красс (лат. Spurius Papirius Crassus; IV століття до н. е.) — політик і військовий діяч Римської республіки; військовий трибун з консульською владою 382 року до н. е.

## Біографія
Походив із знатного роду Папіріїв. Про батьків і молоді роки Спурія Папірія відомостей не збереглося.
У 382 році до н. е. його було обрано військовим трибуном з консульською владою разом з Луцієм Папірієм Крассом, Квінтом Сервілієм Фіденатом, Луцієм Емілієм Мамерціном, Гаєм Сульпіцієм Камеріном і Сервієм Корнелієм Малугіненом.
Спурій Папірій та обидва Луції командували легіонами, які перемогли жителів Веллетри, в той час як інших військових трибунів сенат залишив у Римі, щоб захистити місто.
Про подальшу долю Спурія Папірія відомостей немає.